# Szermierka na Igrzyskach Śródziemnomorskich 1963
Zawody szermiercze na Igrzyskach Śródziemnomorskich 1963 odbyły się we wrześniu w Neapolu.

## Tabela medalowa
| Poz. | Państwo |   |   |   | Razem: |
| ---- | ------- | - | - | - | ------ |
| 1    | Francja | 2 | 2 | 2 | 6      |
| 2    | Włochy  | 1 | 1 | 1 | 3      |
|      | Razem:  | 3 | 3 | 3 | 9      |

## Wyniki
| Konkurencja | Złoto:             | Srebro:             | Brąz:                   |
| Floret      | Jean-Claude Magnan | Pasquale La Ragione | Jacky Courtillat        |
| Szabla      | Wladimiro Calarese | Jean-Ernest Ramez   | Claude Arabo            |
| Szpada      | Yves Dreyfus       | Claude Bourquard    | Giovanni Battista Breda |